# Jair Gonçalves
Jair Gonçalves (Porto Alegre, Rio Grande do Sul, Brasil, 11 de junio de 1953) es un exfutbolista brasilero que jugaba de delantero.

## Trayectoria
Su primer club fue el Internacional de Porto Alegre, donde debutó en el año 1974. Poco a poco fue ganándose un puesto en el gran equipo del Inter de esos años que fue la época dorada del club con cracks como: Falcão, Elías Figueroa y Carpeggiani. Logró junto con Inter su primer Brasileirão en el 1975, donde Jair jugó en muchos puestos, siendo primero pieza de recambio y luego ganándose un puesto en el equipo titular, gracias a su polifuncionalidad fue jugando en diferentes puestos, acomodándose a las órdenes del técnico. 
Para 1976 ya era titular y fue fundamental junto a jugadores como Falcão para la obtención del octavo Campeonato Gaúcho y el más importante el bicampeonato Brasileño. Pero fue cuando el Inter logró el tricampeonato brasileño en 1979 que Jair llegó al auge de su carrera, siendo el artillero del equipo con 9 dianas y anotando un gol en la final en la victoria 2-1 frente al Vasco de Gama en Porto Alegre. Los comienzos de los 80's no fueron muy buenos para Jair, tras perder la final de la Copa Libertadores 1980 ante Nacional de Montevideo, fue bajando su nivel paulatinamente siendo cedido en 1981 algunos meses al Cruzeiro y luego fue intercambiado por el uruguayo Rubén Paz de Peñarol de Montevideo al empezar 1982.
En Peñarol se fue ganando a la hinchada y fue recuperando el nivel mostrado en el Inter, el equipo aurinegro consiguió el Campeonato Uruguayo 1982 y además su cuarta Copa Libertadores; en 1982 venciendo a Cobreloa de Chile en la gran final. Además Jair anotó un gol de tiro libre de antología en la victoria en el Estadio Maracaná por 1-0 ante el campeón vigente, el Flamengo, por semifinales. En la Copa Intercontinental vencieron 2-0 al campeón europeo Aston Villa de Inglaterra, y Jair anotó el primer gol, además fue considerado el Mejor Jugador del partido llevándose un auto Toyota. En Peñarol jugó hasta 1983. En Brasil jugó además por el Cruzeiro, Juventus, el ABC, el Vitoria y el Juventude. En el exterior tuvo dos pasajes por el Huracán Buceo de Uruguay y una por el Barcelona de Guayaquil ecuatoriano.

## Selección nacional
Ha sido internacional con la selección de fútbol de Brasil en una ocasión para la Copa América de 1979.

### Participaciones en Copa América
| Copa América      | Sede          | Resultado   |
| ----------------- | ------------- | ----------- |
| Copa América 1979 | Sin sede fija | Semifinales |

## Clubes
| Club              | País    | Año       |
| ----------------- | ------- | --------- |
| Internacional     | Brasil  | 1974-1981 |
| Cruzeiro (cedido) | Brasil  | 1981      |
| Peñarol           | Uruguay | 1982-1983 |
| Juventus          | Brasil  | 1984      |
| Barcelona         | Ecuador | 1985-1986 |
| Huracán Buceo     | Uruguay | 1986      |
| ABC               | Brasil  | 1986-1987 |
| Vitória           | Brasil  | 1988      |
| Juventude         | Brasil  | 1988-1989 |
| Lajeadense        | Brasil  | 1990      |
| Huracán Buceo     | Uruguay | 1991      |

## Palmarés

### Campeonatos nacionales
| Título              | Club          | País    | Año  |
| ------------------- | ------------- | ------- | ---- |
| Serie A             | Internacional | Brasil  | 1975 |
| Serie A             | Internacional | Brasil  | 1976 |
| Serie A             | Internacional | Brasil  | 1979 |
| Campeonato Uruguayo | Peñarol       | Uruguay | 1982 |
| Serie A de Ecuador  | Barcelona     | Ecuador | 1985 |

### Copas internacionales
| Título                | Club    | País     | Año  |
| --------------------- | ------- | -------- | ---- |
| Copa Libertadores     | Peñarol | Santiago | 1982 |
| Copa Intercontinental | Peñarol | Tokio    | 1982 |

Otros logros:
- Subcampeón de la Copa Libertadores 1980 con Internacional.
- Subcampeón de la Copa Libertadores 1983 con Peñarol.

### Distinciones individuales
| Distinción                                | Año  |
| ----------------------------------------- | ---- |
| Mejor jugador de la Copa Intercontinental | 1982 |